# Râul Mușetoaia
Râul Mușetoaia sau Râul Mușet este un curs de apă, afluent al Râului Galben.

## Hărți
- Harta Munților Parâng [nefuncțională – arhivă]